# Charles Harvey
Charles Harvey (1879 – sau 1908) là một cầu thủ bóng đá người Anh thi đấu ở Football League cho Small Heath (đổi tên thành Birmingham trong thời gian ông ở câu lạc bộ).
Sinh ra ở Small Heath của Birmingham, Harvey là một trung sĩ trong quân đội đóng tại Lichfield khi Small Heath ký hợp đồng với ông. Ông có màn ra mắt ở First Division ngày 25 tháng 3 năm 1905, đánh bật Charlie Tickle ở vị trí outside right trong trận đấu trên sân nhà trước Sunderland với tỉ số hòa 1–1, và thi đấu thêm 1 trận cho đội một 2 năm sau đó, trước khi chuyển sang bóng đá non-league cùng với Leek và sau đó cùng với Shrewsbury Town.